# Figulus sublaevis
Figulus sublaevis là một loài bọ cánh cứng trong họ Lucanidae. Loài này được Beauvois mô tả khoa học năm 1805.